# Daniel Harrwitz
Daniel Harrwitz (22. února 1821, Vratislav, tehdy Breslau v Prusku – 2. ledna 1884, Bolzano, Itálie) byl německý šachový mistr, v polovině 19. století jeden z nejsilnějších hráčů světa.
Harrwitz se narodil ve Vratislavi (tehdy německy Breslau v Prusku), ale řadu let prožil v Anglii (zde pobýval od roku 1849 a založil zde The British Chess Review) a ve Francii (od roku 1856). Hrával celé dny v šachové kavárně Divan v Londýně (organizované jako šachový klub) a v Café de la Régence v Paříži. Byl předním světovým hráčem, který se zúčastnil dvou střetnutí, ve kterých šlo v podstatě o titul neoficiálního mistra světa: roku 1846 prohrál s Howardem Stauntonem 0:7 a roku 1858 s Paulem Morphym 2:5 (=1).
Z dalších jeho zápasů je možno jmenovat nerozhodné střetnutí s Adolfem Anderssenem ve Vratislavi roku 1848 v poměru 5:5 (=0) a vítězství nad Bernhardem Horwitzem 7: 6 (=2) v Brightonu v roce 1849, nad Józsefem Szénem 3:1 (=1) roku 1851 v Londýně a nad Johannem Jacobem Löwenthalem 11:8 (=12) v Londýně 1853.
Harrwitz je rovněž autorem knihy Lehrbuch des Schachspiels (Učebnice šachu), vydané v Berlíně roku 1862.